# Tylonotus
Tylonotus is een kevergeslacht uit de familie van de boktorren (Cerambycidae). De wetenschappelijke naam van het geslacht werd voor het eerst geldig gepubliceerd in 1847 door Haldeman.

## Soorten
Tylonotus omvat de volgende soorten:
- Tylonotus bimaculatus Haldeman, 1847
- Tylonotus masoni (Knull, 1928)